# Anita Chernewski
Anita Chernewski (nascida em 1946) é uma fotógrafa americana.
O seu trabalho está incluído nas colecções do Museu de Belas Artes de Houston, do Museu J. Paul Getty e do Museu Brooklyn, em Nova York.